# Gongylocarpus rubricaulis
Gongylocarpus rubricaulis är en dunörtsväxtart som beskrevs av Adelbert von Chamisso och Schltdl.. Gongylocarpus rubricaulis ingår i släktet Gongylocarpus och familjen dunörtsväxter. Inga underarter finns listade i Catalogue of Life.